# Italo Righi
Italo Righi (nacido en Sassofeltrio, Italia; 5 de junio de 1959) es un político, Capitán Regente de San Marino desde abril de 2012 hasta octubre de 2012, elegido junto a Maurizio Rattini. Ejerce nuevamente el cargo desde el 1 de abril de 2025, esta vez junto a Denise Bronzetti.

## Biografía
Nacido en el año 1959 en Sassofeltrio. Su carrera política comienza en el año 1985, cuando se afilió al Partido Demócrata Cristiano de San Marino (PDC). En el mismo año, hasta 1994 fue miembro del consejo del municipio Montegiardino, aunque también desde el año 1990 comenzó a trabajar de profesor de autoescuela, hasta que en 1997 fue elegido capitán (alcalde) de Montegiardino hasta 2008.
En el mismo año, Italo Righi entró en las listas del Partido Demócrata Cristiano, siendo elegido diputado del Consejo Grande y General de San Marino (Parlamento nacional) y se convirtió en un miembro de la Comisión parlamentaria de Asuntos Exteriores y de Asuntos Interiores.
Posteriormente, en las elecciones para el Consejo Grande y General, el día 19 de marzo de 2012 fue elegido por el Parlamento para el cargo de capitán de regente.
Un mes después, fue elegido Capitán Regente de San Marino junto a Maurizio Rattini, sustituyendo en el cargo a Gabriele Gatti y Matteo Fiorini y siendo nombrado el día 1 de abril de 2012.